# Autobahnkreuz Kassel-West
Das Autobahnkreuz Kassel-West (Abkürzung: AK Kassel-West; Kurzform: Kreuz Kassel-West) ist ein Autobahnkreuz in Hessen bei Kassel. Es verbindet die Bundesautobahn 44 (Aachen – Kassel; E 331) mit der Bundesautobahn 49 (Kassel – Schwalmstadt – Frankfurt).

## Geografie
Das Autobahnkreuz liegt auf dem Stadtgebiet von Baunatal im Landkreis Kassel, an der Grenze zur Stadt Kassel. Es befindet sich etwa 7 km südlich der Kasseler Innenstadt. Nächstgelegene Stadtteile sind Oberzwehren (zu Kassel gehörig) und Rengershausen, das zu Baunatal gehört.
Unmittelbar südlich des Kreuzes befinden sich das Volkswagenwerk Kassel sowie die Schnellfahrstrecke Hannover–Würzburg.
Das Autobahnkreuz Kassel-West trägt auf der A 44 die Anschlussstellennummer 69, auf der A 49 die Nummer 7.

## Bauform und Ausbauzustand
Beide Autobahnen sind vierstreifig ausgebaut. Alle Verbindungsrampen sind einspurig ausgeführt.
Das Autobahnkreuz wurde als Kleeblatt angelegt.

## Verkehrsaufkommen
Das Kreuz wurde im Jahr 2015 täglich von rund 113.000 Fahrzeugen befahren.
| Von                               | Nach                    | Durchschnittliche tägliche Verkehrsstärke | Durchschnittliche tägliche Verkehrsstärke | Durchschnittliche tägliche Verkehrsstärke | Anteil Schwerlastverkehr | Anteil Schwerlastverkehr | Anteil Schwerlastverkehr |
| Von                               | Nach                    | 2005                                      | 2010                                      | 2015                                      | 2005                     | 2010                     | 2015                     |
| --------------------------------- | ----------------------- | ----------------------------------------- | ----------------------------------------- | ----------------------------------------- | ------------------------ | ------------------------ | ------------------------ |
| AS Kassel-Bad Wilhelmshöhe (A 44) | AK Kassel-West          | 50.400                                    | 52.000                                    | 61.200                                    | 17,4 %                   | 20,8 %                   | 20,3 %                   |
| AK Kassel-West                    | AD Kassel-Süd (A 44)    | 36.300                                    | 43.100                                    | 48.300                                    | 20,1 %                   | 24,7 %                   | 23,9 %                   |
| AS Kassel-Niederzwehren (A 49)    | AK Kassel-West          | 53.300                                    | 49.600                                    | 59.200                                    | 09,7 %                   | 10,0 %                   | 10,0 %                   |
| AK Kassel-West                    | AS Baunatal-Nord (A 49) | 54.100                                    | 43.400                                    | 56.400                                    | 11,8 %                   | 09,6 %                   | 09,4 %                   |